# Cassidy Freeman
Cassidy Freeman, född 22 april 1982 i Chicago, Illinois, är en amerikansk skådespelare och musiker. Hon är bäst känd för sin roll i TV-serien Smallville där hon spelade Tess Mercer.

## Biografi

### Uppväxt och utbildning
Freeman föddes i Chicago, Illinois. Hon är yngst av tre barn, med två bröder, Crispin Freeman och Clark Freeman.

## Karriär

### Skådespelande
Freeman var med i thrillern YellowBrickRoad som skrevs och regisserades av Andy Mitton och Jesse Holland. Hon har varit med i ett flertal filmer och TV-serier.
Freeman började som den besynnerliga high-techtjuven Veronica Sharpe i den prisbelönta kortfilmen Razor Sharp, som var hennes första introduktion för Comic-Con-publiken, som senare skulle omfamna hennes karaktär, Tess Mercer i Smallville, när filmen vann "Bästa actionfilm" på 2007 Comic-Con International Independent film Festival.
I september 2008 började Freeman spela i det Superman-inspirerade science fiction-dramat Smallville. Hon spelade Tess Mercer, Lex Luthors halvsyster och efterträdare som VD för LuthorCorp. Freeman fortsatte med denna roll till serien avslutades i maj 2011.
I oktober 2009 dök Freeman upp i brottsdramat CSI: Crime Scene Investigation, under säsong 10: avsnitt 4, "Coup de Grace". Hon spelade Officer Donna Grayson, som bevittnade sin partner arrestera, skjuta och döda en misstänkt som visar sig vara en poliskollega som för tillfället inte jobbade.
Den 13 januari 2012 bekräftades det att Freeman skulle spela en vampyr vid namn Sage i TV-serien The Vampire Diaries.

### Musik
Cassidy Freeman startade tillsammans med sin bror Clark Freeman och Andy Mitton ett band kallat "The Real D’Coy", där Cassidy sjunger och spelar piano.

### Filantropi
Freeman är aktiv medlem i välgörenhetsorganisationen "Heal the Bay", som arbetar med att städa upp och skydda vattnen på den amerikanska västkusten. Hon handleder även utsatta barn i Santa Monica som en del av "Virginia Avenue Project".

## Filmografi
| År        | Titel                                              | Roll                  | Övrigt                                               |
| --------- | -------------------------------------------------- | --------------------- | ---------------------------------------------------- |
| 2006      | Razor Sharp                                        | Veronica Sharpe       | Kortfilm                                             |
| 2006      | Clock                                              |                       | Kortfilm                                             |
| 2007      | Finishing the Game: The Search for a New Bruce Lee | Shirley               |                                                      |
| 2007      | An Accidental Christmas                            | Kristine              |                                                      |
| 2008      | Austin Golden Hour                                 | Charlie               |                                                      |
| 2008      | Starlet                                            | Courtney              | Kortfilm                                             |
| 2008      | Cold Case                                          | Laura McKinney        | "True Calling" (Säsong 6: Avsnitt 2)                 |
| 2008–2011 | Smallville                                         | Tess Mercer           | Huvudroll, 8 Säsonger–10; 64 avsnitt                 |
| 2009      | You've Reached the Richarde & Gribbeen             | Theresa               | Kortfilm                                             |
| 2009      | Shades of Gray                                     | Lisa                  | Kortfilm                                             |
| 2009      | CSI: Crime Scene Investigation                     | Officer Donna Grayson | "Coup de Grâce" (Säsong 10: Avsnitt 4)               |
| 2010      | YellowBrickRoad                                    | Erin Luger            |                                                      |
| 2011      | CSI: NY                                            | Devon                 | "Indelible" (Säsong 8: Avsnitt 1)                    |
| 2011      | The Playboy Club                                   | Frances Dunhill       | "A Matter of Simple Duplicity" (Säsong 1: Avsnitt 3) |
| 2012      | The Vampire Diaries                                | Sage                  | "1912" (Säsong 3: Avsnitt 16 - 18)                   |
| 2012      | CSI Miami                                          | Connie Jaden          | "No Good Deed" (Säsong 10: Avsnitt 15)               |
| 2012      | Longmire                                           | Cady Longmire         |                                                      |
| 2021      | The Forever Purge                                  | Cassie Tucker         |                                                      |